# Falsogastrallus
Falsogastrallus is een geslacht van kevers uit de familie van de klopkevers (Anobiidae).

## Soorten
- Falsogastrallus librinocens (Fisher, 1938)
- Falsogastrallus sauteri Pic, 1914
- Falsogastrallus unistriatus Zoufal, 1897